# TO-3

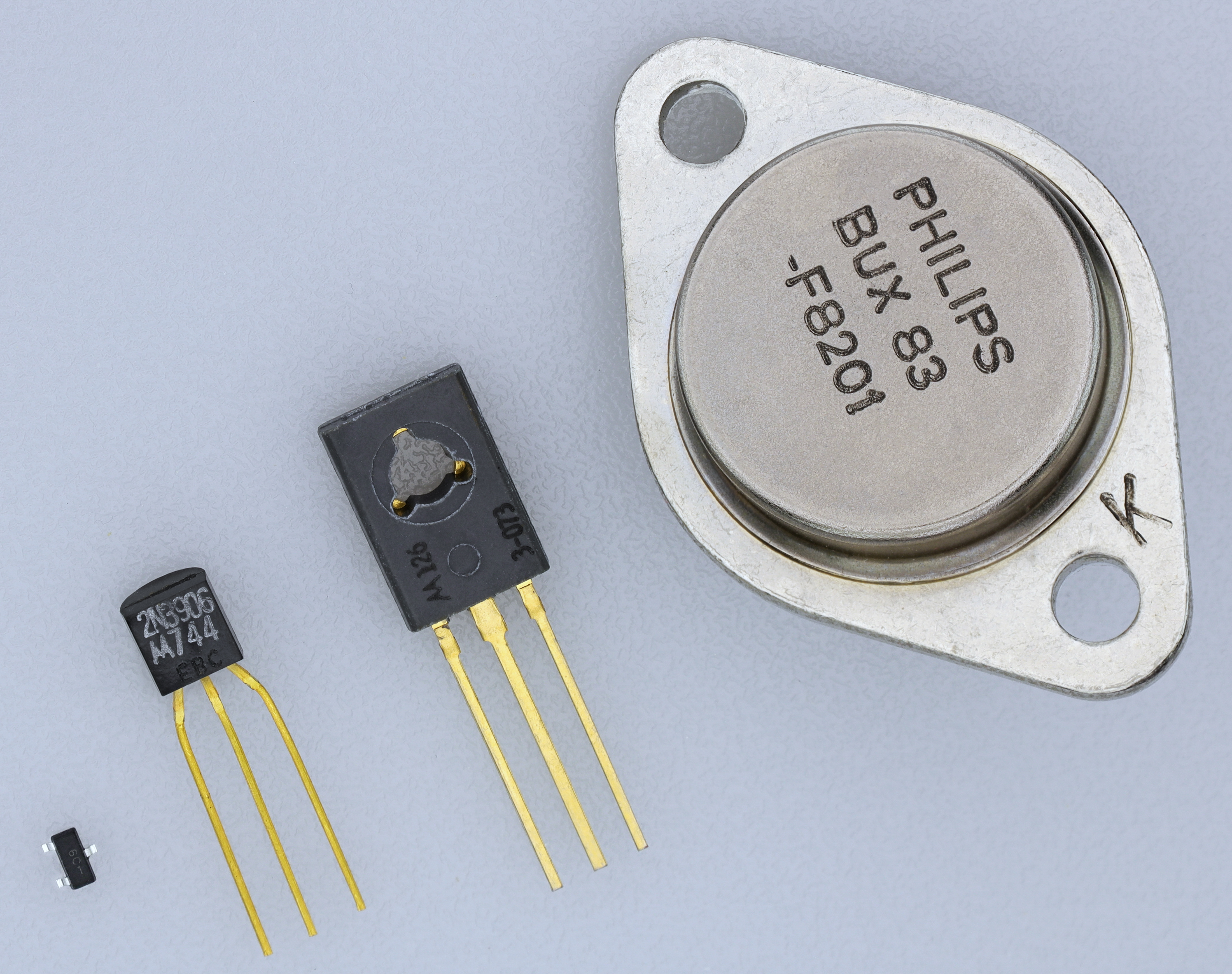
Porovnání velikosti pouzder bipolárních transistorů zleva doprava: SOT-23, TO-92, TO-126, TO-3.

TO-3 je v elektronice označení pro standardizované kovové pouzdro používané pro výkonové polovodiče, včetně tranzistorů, křemíkových řízených usměrňovačů a integrovaných obvodů. Zkratka TO znamená anglicky Transistor Outline a používá se na technických výkresech sdružení JEDEC.
Pouzdro bylo okolo roku 1955 navrženo ve společnosti Motorola skupinou vedenou ředitelem výzkumu polovodičové divize Virgilem E. Bottomem, a poprvé bylo použito pro první sériově vyráběný výkonový tranzistor – slitinový germaniový tranzistor 2N176. Rozestup vývodů byl zvolen tak, aby se součástka mohla zapojit do elektronkové patice v té době obvyklé.
Základna pouzdra TO-3 je zespodu plochá, aby bylo možné součástku připevnit k chladiči, obvykle přes teplotně vodivou, ale elektricky izolační podložku.

## Typické aplikace

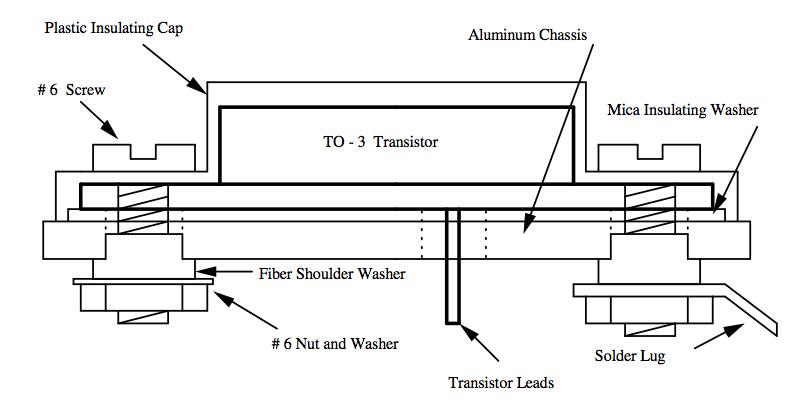
Typický montážní profil TO-3 s izolací od kostry.

Kovové pouzdro lze připojit k chladiči, takže je vhodné pro součástky se ztrátovým výkonem několika wattů. Pro zlepšení přenosu tepla mezi pouzdrem součástky a chladičem se používá teplovodivá pasta. Protože pouzdro součástky tvoří jednu z elektrod, může být potřeba pouzdro elektricky izolovat od chladiče, k čemuž se používají izolační podložky ze slídy nebo jiného materiálu s dobrou tepelnou vodivostí.
Pouzdro se používá pro součástky s vysokým výkonem a s vysokým proudem, pro proudy do několik desítek ampér, a ztrátový výkon do sto wattů. Kovový povrch pouzdra zajišťuje dobrou tepelnou vodivost a mechanickou odolnost. Spoje kov-kov a kov-sklo poskytují hermetické těsnění, které chrání polovodič před kapalinami a plyny.
V porovnání s ekvivalentními plastovými pouzdry je TO-3 dražší. Rozteč a rozměry vývodů nejsou vhodné pro vysokofrekvenční součástky.

## Konstrukce

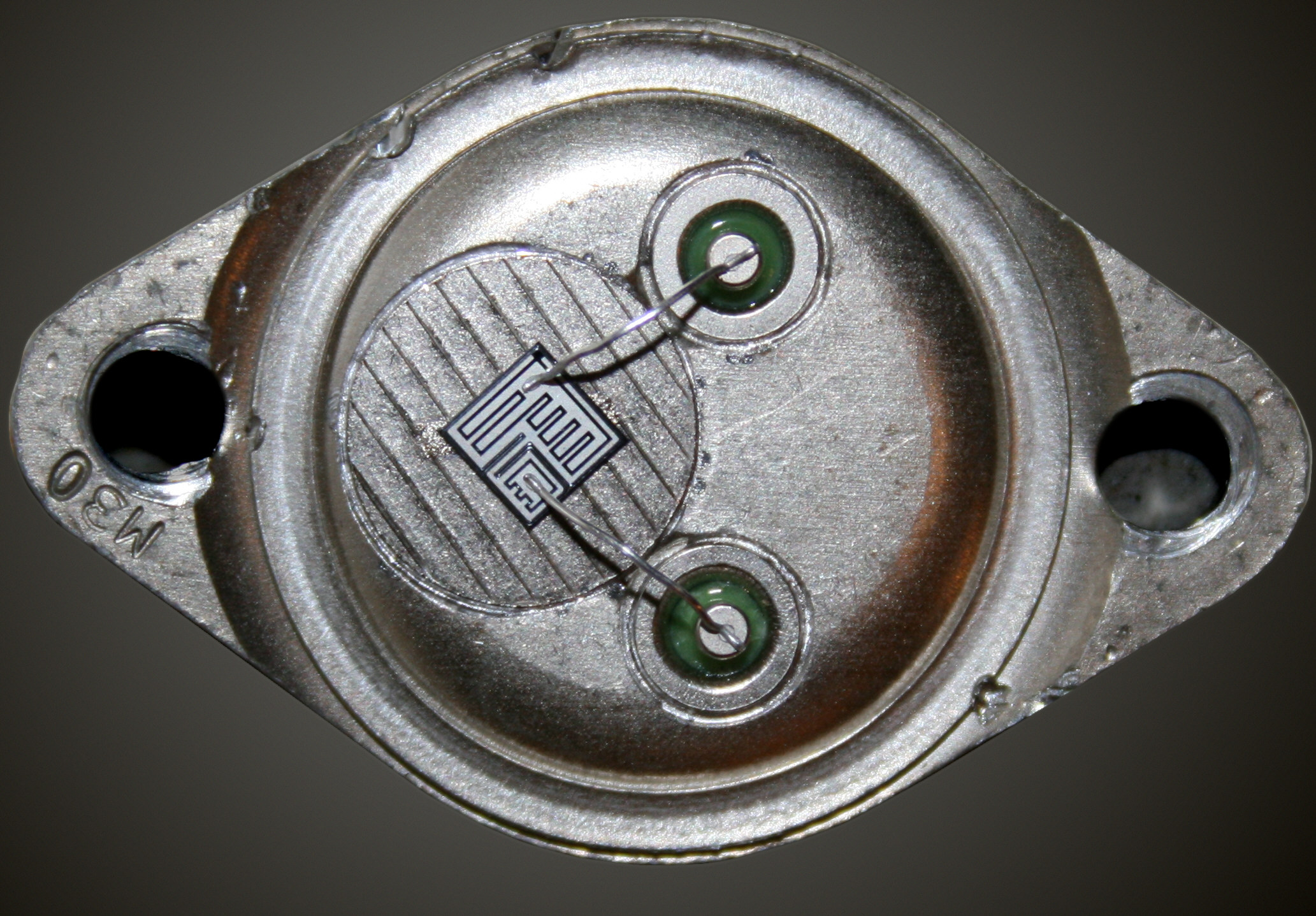
Vnitřek Darlingtonu MJ1000 v pouzdře TO-3.

Polovodičový čip součástky je umístěn na vyvýšené plošině na kovové desce, ke které je v horní části přivařeno víčko; toto uspořádání poskytuje vysokou tepelnou vodivost a odolnost. Kovové pouzdro je spojené s čipem a další vývody jsou připojené k čipu pomocí vazebních vodičů.
Pouzdro TO-3 sestává ze základové desky s diagonálami 40,13 mm (1,580 in) krát 27,17 mm (1,070 in). Deska má na delší úhlopříčce dva montážní otvory, jejichž středy mají vzdálenost 30,15 mm (1,187 in). Víčko připojené na jedné straně základny zvětšuje celkovou výšku na 11,43 mm (0,450 in). Dva vývody na opačné straně základny jsou od pouzdro izolované samostatnými průchodkami sklo-kov. Kovové pouzdro tvoří třetí elektrodu (v případě bipolárního tranzistoru je to obvykle kolektor).

## Varianty

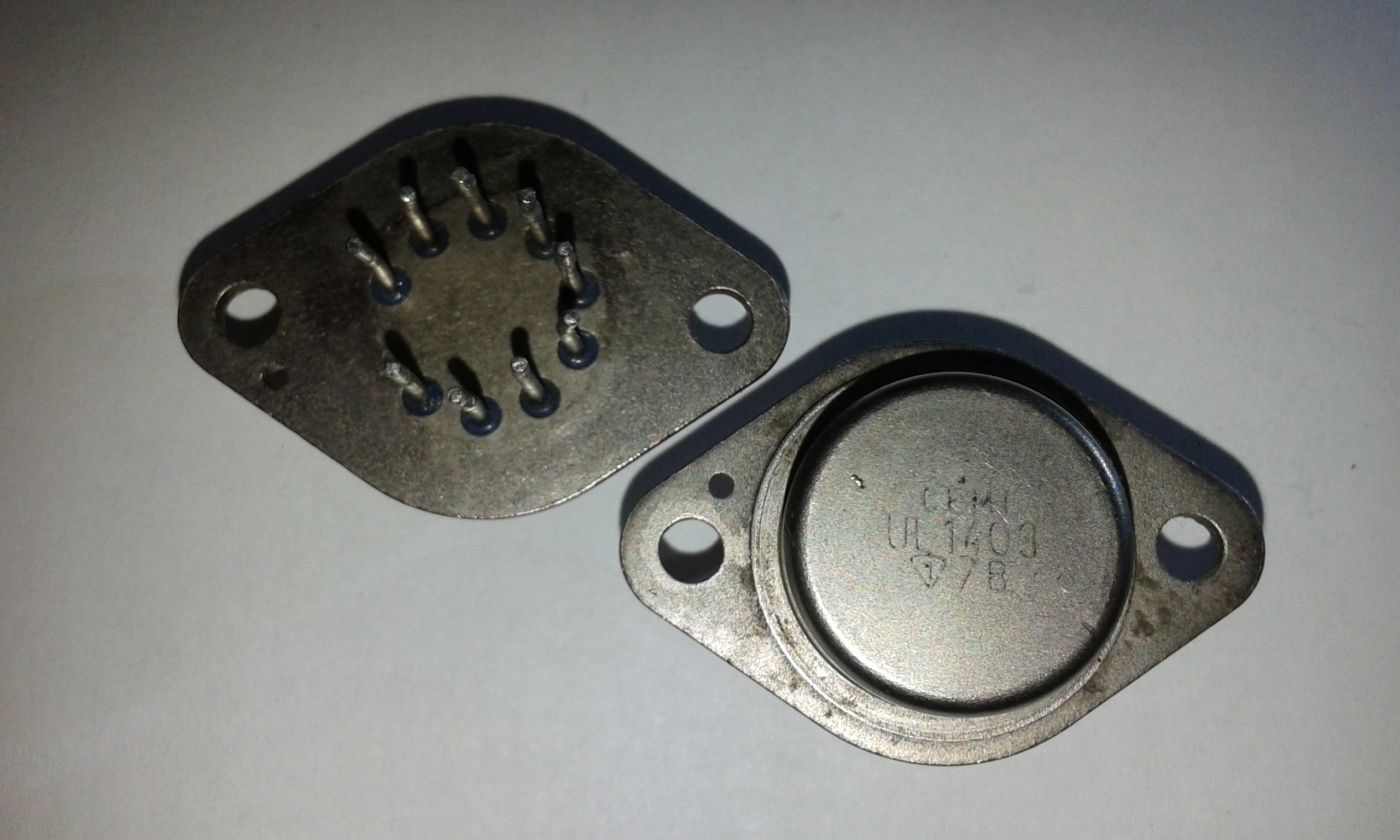
Integrovaný výkonový zesilovač (Unitra/CEMI UL1403) ve variantě pouzdra TO-3.

Varianty pouzdra TO-3 pro integrované obvody mohou mít více než dva vývody. Různé varianty pouzdra TO-3 mohou mít různou výšku víčka a tloušťku vývodů.

### TO-41

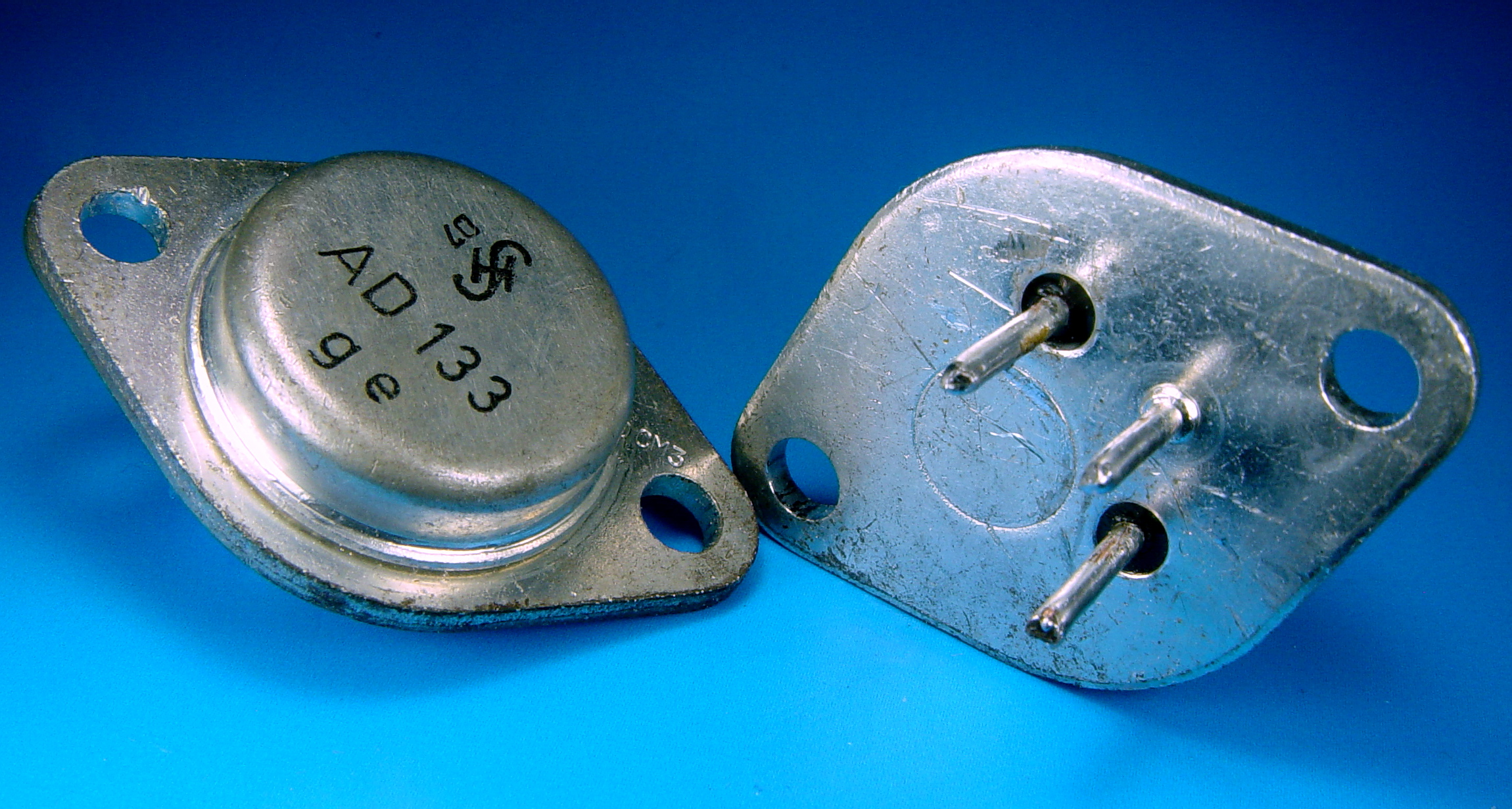
Tranzistor AD133 v pouzdře TO-41. Třetí vývod je spojen s pouzdrem.

Dva vývody pouzdra TO-41 jsou zakončeny pájecími ploškami s otvory pro usnadnění pájení vodičů k vývodům pro montáž mezi spojovací body (na rozdíl od pájení pouzdra TO-3 na desku plošných spojů). Jinak má pouzdro TO-41 stejné rozměry jako pouzdro TO-3. Některé varianty pouzdra TO-41 mají třetí vývod s pájecí ploškou spojenou s pouzdrem (například AD133,:s.64 AUY21:s.69). Toto pouzdro se třemi vývody bylo standardizováno organizací IEC jako C14B/B28.:s.215

### TO-204
TO-204 nahrazuje starší definici přírubových pouzder s roztečí vývodů 10,92 mm (0,430 in). Nově jsou některá pouzdra definována jako varianty pouzdra TO-204: TO-3 je nově označováno jako TO-204-AA, TO-41 jako TO-204-AB. Nová pouzdra s maximální výškou zmenšenou na 7,62 mm (0,300 in) nesou označení TO-204-AC. Existují dvě další varianty se silnějšími vývody (1,02 mm (0,040 in)) pro vyšší proudy: 1,27 mm (0,050 in) má označení TO-204-AD a 1,52 mm (0,060 in) TO-204-AE.

## Národní standardy
| Standardizační organizace       | Norma           | Označení pro | Označení pro | Označení pro | Označení pro |
| Standardizační organizace       | Norma           | TO-3         | TO-41        | –            | –            |
| ------------------------------- | --------------- | ------------ | ------------ | ------------ | ------------ |
| JEDEC                           | JEP95           | TO-204-AA    | TO-204-AB    | TO-204-AC    | TO-204-AD    |
| IEC                             | IEC 60191:s.215 | C14A/B18     |              | C14B/B18     |              |
| DIN                             | DIN 41872       | 3A2          |              | 3B2          |              |
| EIAJ / JEITA                    | ED-7500A        | TC-3/TB-3    | –            | TC-3A/TB-3   | –            |
| British Standards               | BS 3934         | TAK-5A/SB2-2 |              | TAK-5B/SB2-2 |              |
| Gosstandart                     | GOST 18472—88   | KT-9         | –            | –            | KT-9B        |
| Rosstandart                     | GOST R 57439    | KT-9         | –            | KT-9C        | KT-9B        |
| Kombinat Mikroelektronik Erfurt | TGL 11811       | Eeb          | –            | Eea          | –            |
| Kombinat Mikroelektronik Erfurt | TGL 26713/11    | L2A2         | –            | L2A1         | –            |

## Běžné součástky v pouzdře TO-3
Běžné integrované stabilizátory napětí:
- LM317, stabilizátor napětí
- LM78xx, stabilizátor napětí
- LM340, stabilizátor napětí

Běžné tranzistory:
- 2N3055, výkonový tranzistor NPN
- MJ2955, výkonový tranzistor PNP (nezaměňovat s 2N2955, což je PNP tranzistor pro malé signály[18])
- KD503, výkonový tranzistor NPN